# 清和院
清和院（せいわいん）は、京都市上京区一観音町にある真言宗智山派の寺院。山号は河崎山。本尊は地蔵菩薩（清和地蔵尊もしくは玉体地蔵尊ともいう）。本堂には洛陽三十三所観音霊場第33番札所本尊の聖観音も祀られている。

## 歴史
もと、藤原良房邸（染殿第）の南に文徳天皇が染殿后の請いにより仏心院を建てて地蔵菩薩を安置したのに始まる。
清和天皇が貞観18年（876年）の譲位後、染殿の南部分を御在所・後院とすると、仏心院は清和井（せかい）院もしくは勢賀院とも呼ばれるようになった。それ以来、皇子、親王の住院として使用された。
その後に廃れていたところ、徳治元年（1306年）に浄土宗西山義の照空信日によって仏心院は再興され、清和院の号を朝廷より賜った。
万治4年（1661年）に禁裏が火事で焼失した際に共に焼け落ちるが、後水尾上皇によって現在地に移されて真言宗の寺院として再興された。その際、享禄4年（1531年）に焼失した一条鴨川西岸にあった感応寺の聖観音（通称、河崎観音）も一緒に祀られることとなった。

## 境内

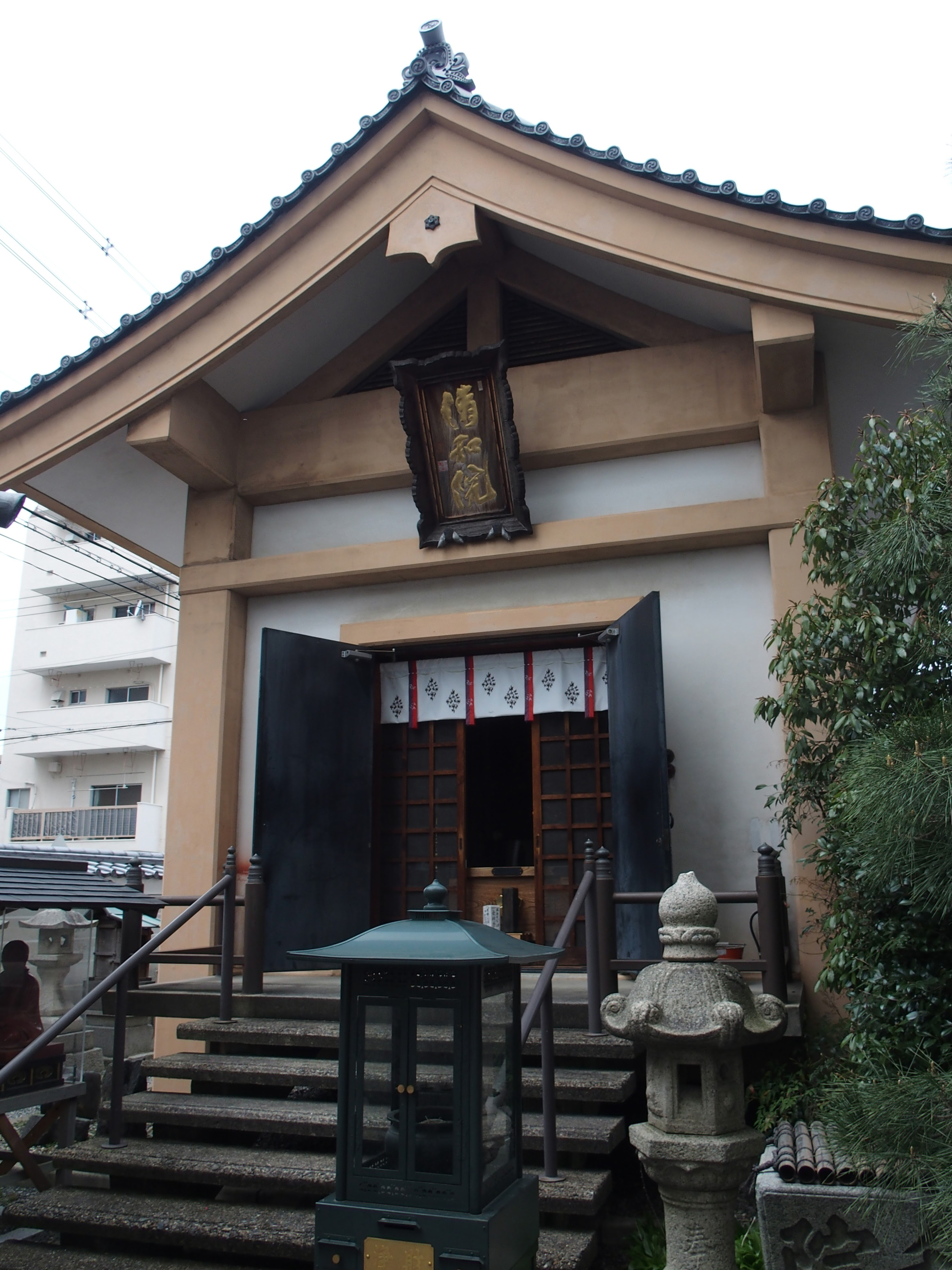
清和院本堂兼収蔵庫

- 本堂兼収蔵庫
- 爪形天満宮
- 庫裏
- 山門

## 文化財

### 重要文化財
- 木造地蔵菩薩立像 - 本尊。像高165.5cm。鎌倉時代。通称、清和地蔵尊もしくは玉体地蔵尊。
- 木造聖観音立像 - 像高164.4cm。平安時代。通称、河崎観音。神奈川県の財団法人の所有を経て、現在は九州国立博物館蔵。

## 前後の札所
洛陽三十三所観音霊場
32 廬山寺　-　33 清和院　
洛陽四十八所地蔵霊場
12 地蔵院（椿寺）　-　13 清和院　-　14 浄福寺
洛陽七観音